# Campionato oceaniano femminile di pallacanestro 1989
Il 5º Campionato Oceaniano Femminile di Pallacanestro FIBA (noto anche come FIBA Oceania Championship for Women 1989) si è svolto dal 25 al 30 agosto 1989 in Nuova Zelanda.
I Campionati oceaniani femminili di pallacanestro sono una manifestazione biennale tra le squadre nazionali femminili del continente, organizzata dalla FIBA Oceania.

## Squadre partecipanti
- Australia
- Nuova Zelanda

## Gare
|  | Finale        |               |    |     |    |  |
|  |               |               |    |     |    |  |
|  | Australia     | Australia     | 93 | 107 | 80 |  |
|  | Nuova Zelanda | Nuova Zelanda | 45 | 59  | 38 |  |

|  | Australia | 93 – 45 (42-19) | Nuova Zelanda |  |

|  | Australia | 107 – 59 (55-29) | Nuova Zelanda |  |

|  | Australia | 80 – 38 (23-22) | Nuova Zelanda |  |

## Campione
Australia
(5º titolo)

## Classifica finale
| Posizione | Squadra       | Vinte/Perse |
| --------- | ------------- | ----------- |
| Oro       | Australia     | 3–0         |
| Argento   | Nuova Zelanda | 0-3         |